# Croix-en-Ternois
 Croix-en-Ternois  es una población y comuna francesa, situada en la región de Norte-Paso de Calais, departamento de Paso de Calais, en el distrito de Arras y cantón de Saint-Pol-sur-Ternoise.
Su extensión es de 6.62 km², y con una población de 322 personas tiene una densidad poblacional de 48,64 hab/km².

## Demografía
| 214 | 208 | 193 | 196 | 218 | 255 |
| Para los censos de 1962 a 1999 la población legal corresponde a la población sin duplicidades (Fuente: INSEE [Consultar]) |     |     |     |     |     |